# Galeria „Na Piętrze”
Galeria „Na Piętrze” – galeria sztuki toruńskiego oddziału Związku Polskich Artystów Plastyków. Mieści się przy ul. św. Ducha 8. Powstała ona w 1992 roku. Kuratorem galerii jest Marian Stępak. Galeria organizuje cykliczne wystawy twórczości członków ZPAP z Torunia i innych miast Polski. Współpracuje także z innymi galeriami znajdującymi się w Toruniu, m.in. z Galerią Sztuki „Wozownia”, organizując z nią wystawy „Dzieło Roku” i „Sztuka młodych na piętrze”. Ponadto prowadzi działalność edukacyjną, organizując dla studentów Uniwersytetu Mikołaja Kopernika zajęcia przy okazji swoich wystaw.